# Triainolepis
Triainolepis es un género con 23 especies de plantas fanerógamas perteneciente a la familia de las rubiáceas.
Es nativa del este  y sur de África tropical y del  Océano Índico.

## Taxonomía
El género fue descrito por Joseph Dalton Hooker y publicado en Genera Plantarum 2: 126. 1873.

## Especies
- Triainolepis africana Hook.f. in Benth. & Hook.f. 1873
- Triainolepis ampandrandavae (Bremek.) Kårehed & B.Bremer 2007
- Triainolepis arcuata (Dubard & Dop) Bremek. 1956